# Néjib Khattab
Néjib Khattab (arabe : نجيب الخطاب), né le 24 mai 1953 à Tataouine et décédé le 25 avril 1998, est un animateur de télévision et de radio tunisien.

## Biographie
Il commence sa carrière à la radio-télévision tunisienne dans le domaine sportif en commentant notamment les matchs de l'équipe nationale à l'occasion de la coupe du monde de football 1978.
Il connaît un important succès dans les années 1980 et 1990 en animant des émissions radiophoniques, dont Alwan wa ajwaa et Yaoum said, et en produisant et animant les émissions télévisées du samedi soir et du dimanche, dont Khamsa ala khamsa, Laou samahtom et Sahriya al fadhaeya. Considéré comme le pionnier du direct et des variétés dans les télévisions arabes, il est le révélateur pour le public tunisien de nombreux chanteurs arabes, dont Kadhem Saher, Pascale Machaalani, Assala Nasri, Majida El Roumi, George Wassouf, Nour Mhanna, Mayada El Hennawy, et tunisiens, dont Saber Rebaï, Najet Attia et Amina Fakhet.
Orphelin dès son jeune âge, il est connu par son attachement particulier à sa mère : il commence chacune de ses émissions par sa célèbre phrase Ma ridha allah ella bi ridha alwalidain.
Il meurt d'une crise cardiaque soudaine, le jour où il devait présenter une émission dans la soirée. Sa mort surprend le monde arabe et la famille culturelle tunisienne.
Le 23 octobre 2011, l'Établissement de la télévision tunisienne lance une émission dans un nouveau studio qui porte son nom.